# NK Novaki
NK Novaki je nogometni klub iz gradskog naselja Novaki u Svetoj Nedelji.

## Povijest
Nogometni klub Novaki osnovan je 1963. godine pod imenom Omladinac to ime nosi do 1970. godine. Trenutačno se natječe u 1.
 Zagrebačkoj županijskoj ligi.